# 三氧化二氮
三氧化二氮，一种酸性氧化物，是亚硝酸的酸酐，可溶于苯、乙醚、氯仿、四氯化碳、酸碱。 它是一种深蓝色固体或液体，不稳定，常温下在加压时常因部分分解而变为绿色，常温常压下则几乎完全分解为一氧化氮和二氧化氮。
这种化合物有时被称为三氧化氮，不过这个名称一般都用来代表硝酸根自由基（NO
3）。

## 制取
将等量的一氧化氮和二氧化氮在低温（-21°C）混合可以得到三氧化二氮：
NO  +  NO2 {\displaystyle {\overrightarrow {\leftarrow }}}  N2O3

## 结构
两个氮原子通过σ共价键相连，在整个分子中存在着一个五中心六电子的离域大π键。氮的氧化数为+3。
一般来说，氮氮单键的键长应该和联氨 (145 pm)接近。不过，三氧化二氮的氮氮单键的键长为 186 pm。其它的氮氧化物的氮氮单键键长也是不寻常的长，如四氧化二氮 (175 pm)。N2O3分子是一个平面。以下显示的尺寸来自低温气态N2O3的微波光谱: